# John Cassavetes
John Nicholas Cassavetes (Nova York, 9 de desembre de 1929 - Los Angeles, Califòrnia, 3 de febrer de 1989) fou un actor, guionista i director estatunidenc. Se'l considera un dels pioners del cinema independent americà. Impulsor del New American Cinema Group. L'obra de Cassavetes, encara que sembla improvisada, oculta una gran precisió i una minuciosa anàlisi de les emocions. Tenia un gran respecte pel treball dels actors, a qui concedia una gran llibertat d'acció. És autor d'Ombres (1961), obra bàsica del moviment, Too Late Blues (1962), Una dona ofuscada (1974), Glòria (1980), Love Streams (1984), etc.

## Biografia i trajectòria
John Cassavetes va néixer a Nova York de pares immigrants grecs. Va estudiar a l'institut a Nova Jersey abans d'entrar a l'American Academy of Dramatic Arts. Després de la seva graduació el 1950, va actuar, en papers secundaris, al teatre, cinema i sèries de televisió.
Cassavetes va ser incapaç d'aconseguir que cap distribuïdora americana llancés la seva primera pel·lícula Ombres. Després va provar fortuna a Europa, on va aconseguir el premi de la crítica en el Festival de Venècia. Els distribuïdors europeus van portar posteriorment la pel·lícula als Estats Units com si es tractés d'una importació. Malgrat que la seva distribució a Amèrica no va ser gaire àmplia, va aconseguir cridar l'atenció dels estudis de Hollywood, on va dirigir dos llargmetratges a començaments dels anys 60: Too Late Blues i A Child is Waiting.
La seva següent pel·lícula com a director (la segona de forma independent als estudis) van ser Faces (1968), protagonitzat per Gena Rowlands, amb qui Cassavetes s'havia casat el 1954, John Marley, Seymour Cassel i Val Avery. La pel·lícula mostra la desintegració d'un matrimoni modern, i va ser candidata a tres premis Oscar en les categories de millor guió original, millor actor de repartiment i millor actriu de repartiment.
Husbands (1970) està protagonitzat pel mateix Cassavetes, Peter Falk i Ben Gazzara. Interpreten un trio d'homes casats viatjant per Nova York i Londres després del funeral d'un dels seus millors amics. Minnie and Moskowitz, pel·lícula que tracta d'una parella formada per dos amants molt diferents, és interpretat per Gena Rowlands i Seymour Cassel.
En els anys 70, realitza les considerades com les seves tres millors pel·lícules: Una dona ofuscada (1974) per la qual Cassavetes va ser candidat a l'Oscar a la millor direcció i Gena Rowlands va ser candidata a l'Oscar a la millor actriu; L'assassinat d'un corredor d'apostes xinès (1976) i Nit d'estrena (1977). Totes elles van ser produïdes independentment.
A L'assassinat d'un corredor d'apostes xinès, podem veure Ben Gazzara interpretant el paper de Cosmo Vitelli, un propietari d'un petit club de striptease que és pressionat per uns gàngsters a cometre un assassinat per poder pagar els seus deutes. A Nit d'estrena, Rowlands interpreta a una estrella cinematogràfica, vinguda a menys amb els anys, que treballa al teatre i pateix una crisi personal. Segons Laurence Gavron, Cassavettes va treballar en el guió durant anys, refinant-lo i alterant-lo. La producció va costar més d'1,5 milions de dòlars i es va necessitar més d'un any per acabar-la. La primera versió durava 5 hores i finalment, tan sols una còpia de la versió final va ser distribuïda als Estats Units.
Posteriorment, a la dècada dels 80, van arribar Glòria (1980), Love Streams (1984) i, la que seria la seva última pel·lícula, Un gran embolic (1986).
Cassavetes també va desenvolupar la seva carrera com a actor, participant en pel·lícules com Els dotze del patíbul (1967) de Robert Aldrich, per la que va ser candidat a l'Oscar al millor actor de repartiment; i La llavor del diable (1968) de Roman Polanski. Altres pel·lícules destacades en la seva carrera interpretativa van ser El codi dels assassins (1964) de Don Siegel i The Fury (1978) de Brian de Palma.
Cassavetes va morir de cirrosi hepàtica el 1989, als 59 anys.
Els seus fills,  Nick, Alexandra i Zoe han continuat treballant al cinema i la televisió com a actors, directors i guionistes.

## Filmografia principal
| Any  | Títol                                                                        | Com a | Com a    | Com a     | Com a     | Notes                                                        |
| Any  | Títol                                                                        | Actor | Director | Guionista | Productor | Notes                                                        |
| ---- | ---------------------------------------------------------------------------- | ----- | -------- | --------- | --------- | ------------------------------------------------------------ |
| 1953 | Taxi                                                                         | Sí    |          |           |           |                                                              |
| 1955 | I'll Cry Tomorrow                                                            | Sí    |          |           |           |                                                              |
| 1955 | The Night Holds Terror                                                       | Sí    |          |           |           |                                                              |
| 1956 | Crime in the Streets                                                         | Sí    |          |           |           |                                                              |
| 1956 | Alfred Hitchcock Presents                                                    | Sí    |          |           |           | Episodi: "You Got to Have Luck".                             |
| 1957 | Edge of the City                                                             | Sí    |          |           |           |                                                              |
| 1957 | Affair in Havana                                                             | Sí    |          |           |           |                                                              |
| 1958 | Virgin Island                                                                | Sí    |          |           |           |                                                              |
| 1958 | Més ràpid que el vent (Saddle the Wind)                                      | Sí    |          |           |           |                                                              |
| 1959 | Ombres (Shadows)                                                             | Sí    | Sí       | Sí        | Sí        | Coescrita amb Robert Alan Aurthur.                           |
| 1961 | Too Late Blues                                                               | Sí    | Sí       | Sí        | Sí        | Coescrita amb Richard Carr.                                  |
| 1962 | The Webster Boy                                                              | Sí    |          |           |           |                                                              |
| 1963 | Un nen espera (A Child Is Waiting)                                           | Sí    | Sí       |           |           |                                                              |
| 1964 | El codi dels assassins (The Killers)                                         | Sí    |          |           |           |                                                              |
| 1967 | Els dotze del patíbul (The Dirty Dozen)                                      | Sí    |          |           |           |                                                              |
| 1967 | Rome Like Chicago                                                            | Sí    |          |           |           |                                                              |
| 1967 | Bandits in Rome                                                              | Sí    |          |           |           |                                                              |
| 1967 | Devil's Angels                                                               | Sí    |          |           |           |                                                              |
| 1968 | La llavor del diable (Rosemary's Baby)                                       | Sí    |          |           |           |                                                              |
| 1968 | Faces                                                                        |       | Sí       | Sí        | Sí        | També muntador. Nominació a l'Oscar al millor guió original. |
| 1969 | Si avui és dimarts, això és Bèlgica (If It's Tuesday, This Must Be Belgium)  | Sí    |          |           |           |                                                              |
| 1970 | Husbands                                                                     | Sí    | Sí       | Sí        | Sí        | També muntador.                                              |
| 1971 | Minnie and Moskowitz                                                         | Sí    | Sí       | Sí        |           |                                                              |
| 1974 | Una dona ofuscada (A Woman Under the Influence)                              |       | Sí       | Sí        |           | Nominació a l'Oscar a la millor direcció.                    |
| 1975 | Capone                                                                       | Sí    |          |           |           |                                                              |
| 1976 | Two-Minute Warning                                                           | Sí    |          |           |           |                                                              |
| 1976 | Mikey and Nicky                                                              | Sí    |          |           |           |                                                              |
| 1976 | L'assassinat d'un corredor d'apostes xinès (The Killing of a Chinese Bookie) |       | Sí       | Sí        |           |                                                              |
| 1977 | Nit d'estrena (Opening Night)                                                | Sí    | Sí       | Sí        |           |                                                              |
| 1978 | Brass Target                                                                 | Sí    |          |           |           |                                                              |
| 1978 | The Fury                                                                     | Sí    |          |           |           |                                                              |
| 1980 | Glòria (Gloria)                                                              |       | Sí       | Sí        |           |                                                              |
| 1981 | Whose Life Is It Anyway?                                                     | Sí    |          |           |           |                                                              |
| 1982 | Íncube (Incubus)                                                             | Sí    |          |           |           |                                                              |
| 1982 | Tempest                                                                      | Sí    |          |           |           |                                                              |
| 1982 | The Haircut                                                                  | Sí    |          |           |           |                                                              |
| 1983 | Marvin and Tige                                                              | Sí    |          |           |           |                                                              |
| 1984 | Love Streams                                                                 | Sí    | Sí       | Sí        |           | Coescrita amb Ted Allan.                                     |
| 1986 | Un gran embolic (Big Trouble)                                                |       | Sí       |           |           |                                                              |